# Zdeněk Schaefer
Zdeněk Schaefer (18. srpna 1906 Telč – 15. října 1974) byl český sklářský odborník (sklářský chemik) a mykolog.
Zemřel po krátké těžké nemoci.

## Studium
Vystudoval reálnou školu v Telči a Brně-Husovicích, kde v roce 1926 úspěšně absolvoval maturitní zkoušku. Ve studiu pokračoval na vysoké škole, konkrétně na Vysoké škole technické v Brně, kde v letech 1926 až 1932 studoval obor inženýrství chemie se specializací na zpracování kovů a silikátů. Studium ukončil v době velké hospodářské krize, z čehož vyplývalo, že v prvních letech neodpovídala jeho zaměstnání získané kvalifikaci. Nastoupil ve Zbrojovce Brno.

## Sklářský chemik
Po absolvování povinné vojenské docházky se v roce 1935 přestěhoval do Hradce Králové, kde nastoupil jako chemický inženýr do Autorizovaného výzkumného sklářského ústavu. Po dobu deseti let se věnoval jako chemik ve výzkumu problémům tavení sklářských surovin a skla. Po skončení druhé světové války bylo potřeba obnovit sklářství. Schaefer v té době již platil za zkušeného odborníka, a proto byl povolán k účasti na obnově skláren. V září roku 1945 začal pracovat ve sklárnách v Dolním Polubném na Jablonecku. Nejprve byl vedoucím inženýrem. Po začlenění závodu do struktury Jabloneckých skláren působil jako náměstek podnikového ředitele.
Do výzkumu se Schaefer vrátil po necelých šesti letech v červnu 1951. Rok a půl působil na pozici vedoucího Výzkumného ústavu rezistenčního skla v Sázavě. Od počátku roku 1953 se vrátil na dva roky do Hradce Králové na jeho někdejší působiště ve Státním výzkumném ústavu sklářském. V letech 1955 až 1964 pracoval jako vedoucí laboratoře ve Výzkumném ústavu skla a bižutérie v Jablonci nad Nisou. Do Jablonce se v roce 1959 dokonce s celou rodinou přestěhoval. Poslední dva roky aktivní pracovní kariéry strávil ve Sdružení podniků technického skla v Praze. V roce 1966, tedy ve věku 60 let, odešel do důchodu. V oboru ale zůstal stále činný, když se ještě pracovně vrátil do jabloneckého výzkumného ústavu a navíc ještě připravoval sklářskou expozici do Muzea skla a bižuterie v Jablonci nad Nisou.
Napsal dvě příručky pro sklářskou praxi. Lektoroval knihu Barvení skla (Kocík, Nebřenský, 1962).
Jako vyučující působil na průmyslových školách a na Vysoké škole strojní a textilní (dnešní Technické univerzitě) v Liberci, konkrétně na katedře skla a keramiky.

### Příklady sklářských publikací
1937
- Československé sklářské tavné písky. Sklářské rozhledy 14.

1938
- Československé brusné písky. Sklářské rozhledy 15.
- Československé vápence a dolomity pro sklářskou výrobu. Sklářské rozhledy 15.

1939
- Dodatek ke studiu o vápencích a dolomitech pro sklářskou výrobu. Sklářské rozhledy 16.
- Vulkanické horniny jako sklářské suroviny. Sklářské rozhledy 16.

1941
- Živce pro sklářskou výrobu. Sklářské rozhledy 18.
- Horninové sklářské suroviny. Sklářské rozhledy 18.

1943
- Ohnivzdorné hlíny ve sklářství. Sklářské rozhledy 20.
- Domažlické živce. Sklářské rozhledy 20.

1954
- Několik slov к nakládání sklářské vsázky do pánví. Sklář a keramik, 4(11), 291–292.

1958
- Vztah mezi složením a brusností skla. Sborník "Broušení a leštění skla", 80–99.[7]

## Mykolog
O mykologii se začal zajímat v roce 1936. První práce v tomto oboru publikoval ve 40. letech (v Mykologickém sborníku — časopisu čes. houbařů, ve Vědě přírodní a v Přírodě). V té době se primárně věnoval holubinkám. V Hradci Králové a v Pardubicích také pořádal vycházky. V roce 1943 se začal zaměřovat na příbuzný rod ryzec (Lactarius), k jehož výlučnému studiu přistoupil o dva roky později (1945). Po získání zkušenosti určoval nebo revidoval dokladový materiál k ryzcům uloženým v mykologickém herbáři Národního muzea (mykologického oddělení Přírodovědeckého muzea) v Praze, v soukromém herbáři dr. Františka Šmardy a v herbáři botanického oddělení Moravského muzea v Brně. Navazoval úzké kontakty s řadou mykologů, kromě F. Šmardy také s Aloisem Procházkou či Karlem Křížem. Od nich získával také materiál, z něhož mohl určovat moravské či tatranské ryzce. Z tatranských ryzců zaslaných kolegy identifikoval druhy nové druhy: Lactarius albocremeus a L. tatrorum. Popsal také druh Lactarius echinoporus.
O ryzích uveřejnil 29 prací. K těm nejvýznamnějším patří seriál „Méně známé, vzácné a nové druhy ryzců ČSSR (I.—IX.)“ v časopisu Česká mykologie, jehož části vycházely postupně v letech 1954–1968. V této sérii nově popsal či pojmenoval devět druhů ryzců. Převážná část jeho práce ale nebyla nikdy publikována. O ryzcích i přednášel.
Schaeferovy mykologické poznatky a rukopisy obsahující systematický přehled rodu Lactarius v Československu se 174 pastelovými obrazy, 41 náčrty a rukopisem monografie jsou součástí botanické podsbírky Muzea východních Čech v Hradci Králové.

### Seznam mykologických prací
1940
- Muchomůrka červená na podzim roku 1939. Čas. čes. houbařů 20: 42–43.

1941
- Šestnáct dní na holubinkách. Časopis čes. houbařů 20: 97–99 & 143–147.
- Holubinka žlutozelená, Russula flavovirens B. R. Časopis čes. houbařů 21: 62.

1942
- Jedlé holubinky podle hodnoty. Časopis čes. houbařů 21: 144–145.

1943
- Některé vzácnější ryzce ze severovýchodních Čech. Čas. čes. houbařů 22: 3 9–40 & 109–110.
- Russula viscida Kudrna v severovýchodních Čechách. Věda přírodní, Praha, 22: 50–51.

1944
- Russula brunneoviolacea Crawshay v severovýchodních Čechách. Příroda, Brno, 36: 158–159.
- Měnlivost holubinky ametystové. Věda přírodní, Praha, 22: 272–274.
- Několik kapitol z ekologie a biologie našich vyšších hub, Věda přírodní, Praha, 22: 292–299.

1945
- Zvonovka jarní. Věda přírodní, Praha, 23: 288–290.
- Příspěvek ke studiu variability bedly vlnaté (Lepiota clypeolaria). Věda přírodní, Praha, 23: 185–186.

1946
- Lactarius aurantiacus Fr. a L. porninsis Roli. Ryzec modřínový. Příroda, Brno, 28: 75–79.

1947
- Ryzec oranžově hnědý. Lactarius ichoratus Fries. Česká Mykologie 1: 110–115.

1948
- Nový druh ryzců: r. hradecký (Lactarius hradecensis sp. n.) Česká Mykologie 2: 83–85.
- Příspěvek ke studiu variability ryzce zeleního (Lactarius blennius Fries.) Česká Mykologie 2: 110–114.

1949
- Jest ryzec bledý (Lactarius pallidus Fr.) totožný s L. rubescens Bres. a L. decipiens Quél.? Česká Mykologie 3: 49–54.

- Ryzec statný (Lactarius representaneus Britz.) Česká Mykologie 3: 110–114.

1950
- Ryzec ukoptěný — Lactarius picinus Fries. Česká Mykologie 4: 85–90.

1951
- Ryzec statný — Lactarius representaneus Britz. Česká Mykologie 5: 47–48.
- Ryzec severský — Lactarius trivialis Fries. Česká Mykologie 5: 49–52.

1953
- Barevné reakce mléka ryzců. Česká Mykologie 7: 108–112.

1954
- Dva vzácnější ryzce blízké Lactarius theiogalus Fr., které popsal Velenovský z Čech [Méně známé, vzácné a nové ryzce ČSR I; L.cavinae Velen, et L.rugosus Velen.]. Česká Mykologie 8: 153–159.[3]

1955
- Méně známé, vzácné a nové ryzce ČSR II [L.marci-panis Velen, et L. rubrocinctus Fr.]. Česká Mykologie 9: 114–119.

1956
- Méně známé, vzácné a nové ryzce ČSR III. [L.syringinus Z.Schaef.]. Česká Mykologie 10: 168–172.

1957
- Méně známé, vzácné a nové ryzce ČSR IV. [L.chrysophyllus Z.Schaef.]. Česká Mykologie 11: 50–53.

1958
- Méně známé, a nové ryzce ČSR V. [L.russuloides Z.Schaef., L.luteus Blytt, L. albocremeus Z. Schaef. et L.tatrorum Z. Schaef.]. Česká Mykologie 12: 205–212.

1959
- Méně známe, vzácné a nové druhy ryzců ČSR VI. [L.curtus Britz. et L.fascinans F r.]. Česká Mykologie 13: 233–241.

1960
- Méně známe, vzácné a nové druhy ryzců v ČSR VII. [L.cookei Z.Schaef., L. echinosporus Z.Schaef. et L.subtomentosus Z.Schaef.]. Česká Mykologie 14: 230–237.
- Ryzce s červeným mlékem. Čas. čes. houbařů (Mykol. Sborník) 37: 49–54.

1966
- Méně známé, vzácné a nové druhy ryzců ČSSR VIII. [L.hradecensis Z.Schaef. et L.cupricolor Z.Schaef.]. Česká Mykologie 20: 151–159.

1968
- Méně známé, vzácné a nové druhy ryzců ČSSR. IX. (L. m airei Malençon, L. pilatii n. sp.). Ces. Mykol. 22: 14–19, fig. 1–2.
- Příspěvek k poznání sekce ryzce pravého — Dapetes. Mykol. Zprav., Brno 12: 46–54.

1969
- Ryzce skupiny Ichoratus. Mykol. Zprav. (Brno) 13: 39–44.
- Československé ryzce. – In: Zeměpisné rozšíření hub v Československu. Sborník referátů na 4. prac. konferenci československých mykologů v Opavě 2. – 5. 9. 1969: 101–109.

1970
- Beitrag zum Studium der Milchlinge Sektion Dapetes. Schweiz. Z. f. Pilzkde, 48: 105–106 & 138–143.

1971
- Poznámky k vyhodnocování barev v mykologii. Mykol. Zprav. (Brno), 15: 4–6.

1972
- Ryzce (Lactarius) v díle Bruno Henniga. Mykol. Zprav. (Brno), 16: 7–10.
- Skupina Lactarius pyrogalus (Bull. ex Fr.) Fr., stirps Pyrogalus. Česká Mykologie, 26: 141–148.

1974
- Druhy skupinky ryzce zprohýbaného — Lactarius campylus Otto ex Fr. Mykol. Zprav. (Brno), 18: 15–17.
- Druhy skupinky ryzce nasládlého, stirps Subdulcis. Mykologický zpravodaj (Brno), 18: 99–102.[2]

## Rodina
Bratr Theodor působil v Brně jako hudební skladatel a profesor Janáčkovy akademie múzických umění.
V roce 1936 se oženil s Annou Katzerovou. Jeho dva synové se stali odborníky na sklářské stroje.